# Осло
Òсло (на норвежки: Oslo – Ушлу), наричан между 1624 и 1925 г. също Кристиàния (Kristiania), е едновременно град, фюлке и столица на Норвегия.
Осло води началото си от около 1000 г. и е столица от 1314 г. Градът става община на 3 януари 1838 г. През 1842 г. той е отделен административно от провинцията чрез фюлке Акешхус (Akershus), която става част от него на 1 януари 1948 г.
Осло има население 709 037 жители към 1 януари 2023 г.  Агломерацията включва части от близки общини и има население 1 064 235 души към 1 януари 2022 г.  Целият регион на Голямо Осло има 1 546 706 жители (към 1 януари 2023 г.).  Съседните общини са: Берум и Рингерике на запад; Люнер на север; Нитедал, Лилестрьом, Льоренског и Eнебак на изток и Нордре Фоло и Несоден на юг.
По своята площ от 454 km² Осло е една от най-големите столици в света.
Центърът на града е разположен в края на едноименния фиорд Ослофиорд (стигащ до самия център на града – пред кметството), откъдето той се разраства и образува сравнително ясна U-образна форма.
От общата площ на града 115 km2 са достроени, а 7 km2 са земеделски.
От 1901 г. в Осло се връчва Нобеловата награда за мир.

## Име
Върху значението на името Осло се спори. Сигурно е, че е дошло от старонорвежки език и се предполага, че е било името на голяма ферма, създадена от първите заселници.
През Средновековието името на града е „Ásló“ и по-късно „Ósló“. По-ранният правопис на думата предполага, че компонентът "„ás“ означава или билото на планината Екеберг южно от града („ås“ в днешния норвежки), или „бог“ (на старонорвежки áss) и още „божественост“. Следователно най-честите интерпретации на името са „ливадата при билото“ или „ливадата на боговете“. И двете са възможни.
Други филолози и историци смятат, че основателят на града крал Харалд Хардроде (1015 – 1066) му е дал името Осло като спомен за своите жени. Предположенията включват Ослава – любовница на краля от унгарски произход; Елисавета Ярославна – дъщерята на руския княз Ярослав Мъдри, която е била известно време и жена на крал Харалд; Мирослава (по-народному Ослава) – българска принцеса, голямата младежка любов на Харалд; или гръцката принцеса Ослова. 
След тридневен пожар, който унищожава голяма част от средновековния град, през 1624 г. кралят на Датско-норвежката уния Кристиан IV нарича града на свое име – Кристиания. По негово нареждане градът е застроен по-близо до крепостта Акешюс на реката Акешелва. Известна е историята, в която Кристиан IV посочил с пръст къде трябва да бъде разположен възстановеният от пожара град.
През 1814 г. Наполеон е свален от френския престол. За наказание заради съюза си с него Дания е лишена от своето владение Норвегия, която е присъдена на Швеция като компенсация за загубата ѝ на Финландия за сметка на Русия. Норвежкото учредително събрание, свикано в Осло през февруари, се противопоставя на този акт. Събранието изготвя либерална и модерна за времето си конституция, която е приета тържествено на 17 май 1814 г. (датата е Национален празник на Кралство Норвегия) и на същия ден, като опит да избегне предаването на страната на Кралство Швеция, провъзгласява датския престолонаследник Кристиан Фредерик (Christian Frederick), по това време вицекрал (шатхолдер) на Норвегия, за суверен норвежки крал. Кралят организира отбрана срещу нахлулите шведски войски, но слабата и малобройна норвежка войска е преодоляна в рамките на две седмици, а той е принуден да абдикира норвежкия престол и да напусне страната. Все пак действията на учредителното събрание спечелват норвежка автономия. Вместо шведска провинция, Норвегия остава кралство със собствени институции, своя конституция и в персонална уния с Кралство Швеция.
След като норвежците гласуват с огромно мнозинство на референдум за отделянето на Норвегия от Швеция, това става факт през 1905 г. За първи път самостоятелно управляваната Норвегия желае да ознаменува самостоятелността си, като изтрие следите от миналото и създаде свой език с норвежки имена на градове и местности, силно повлияни дотогава от датския правопис и произношение. Оживените дебати продължават дори през най-тежките военни години. Граждани и организации предлагат старото име на града да бъде върнато, но общинското управление и населението на Осло като цяло е отрицателно настроено към това.
Въпреки това норвежкият парламент бързо възвръща старото име на Осло със закон от 11 юли 1924 г., в навечерието на плануваното честване на 300-годишнината на Кристиания. Законът влиза в сила от 1 януари 1925 г. Привържениците на промяната смятат, че тя е била добър начин да бъдат изтрити следите от „времето на датчаните“. Сред противниците е и писателката Сигрид Унсет. Тя пише, че би се срамувала от опита да бъде изтрит споменът за града, който е оказал най-голямо влияние в живота на страната, и че е неприемливо да бъде прието името на неговия предходник – градът от другата страна на реката. Други смятат, че промяната на името е комунистическа спекулация, която целяла да омаловажи влиянието на монархията и факта, че Кристияния е християнски град с християнско население.
Осло е наречен „Градът на тигрите“ за първи път през 1870 г. от поета Бьорнстерн Бьорнсон, който е и първият норвежки нобелов лауреат. Той се позовава на тигър, правейки по този начин аналогия за това как градът е отстоявал на трудностите през годините. 

## История
Според записките, намерени от това време, Осло е създаден през 1048 г. от крал Харалд III. Скорошни археологични открития доказват, че на мястото на града е имало християнски погребения от преди 1000 години. Поради това през 2000 г. се празнува хилядолетието на Осло.
През 1299 г. крал Хокон V Маунюсон (1299 – 1319), който дотогава управлявал областта и имал седалище в Осло, премества столицата от Берген в Осло. Той започва строежа на крепостта Акешюс, която по-късно става кралска резиденция. Хокон V Магнюсон разгръща голямо строителство и по него време градът удвоява населението си до около 3500 жители.
Един век по-късно, след тежка чумна епидемия, покосила голяма част от кралското семейство и аристокрацията, датският крал заема норвежкия престол.  След като резиденцията на краля е в Копенхаген, статутът на Осло като главен град запада и той става провинциален административен център.
Осло е бил опожаряван няколко пъти. Голям пожар изпепелява града през 1624 г., по времето на управлението на краля на Дания и Норвегия Кристиан IV, когато вече градът е бил твърде утвърден търговски и културен център. Кристиан IV посещава много пъти подвластната му Норвегия, грижи се за икономическите ѝ интереси, създава норвежка армия и множество градове. След пожара Кристиан IV нарежда да препостроят града на ново място – по брега на Акешелва, извън градските стени, в близост до крепостта Акешхус, и му дава името Кристиания. Частта на града, построена през 1624 г., сега носи името Квадратура (на норвежки: Kvadraturen) заради оригиналния си устройствен план. На това място днес е издигнат паметник, изобразяващ ръката на владетеля.
През 1811 г. е открит Университетът на Осло по подобие на Хумболтовия университет в Берлин и допринася за развитието на норвежката култура, наука и народностно самоопределение.
През 1814 г. Кристиания отново става истинска столица, когато съюзът с Дания се разпада.
Много от забележителностите в Осло са строени през XIX век, в това число Кралския дворец (1825 – 1848), Стортинг (Парламентът) (1861 – 1866), Университетът и Националният театър. През този период тук живеят някои от световноизвестните норвежци, сред които Хенрик Ибсен, Кнут Хамсун, който получава Нобелова награда за литература. През 1850 г. Кристиания изпреварва Берген и става най-гъстонаселеният град в Норвегия. От 1877 държавната администрация започва да изписва името на града с „К“ – Kristiania, вместо повлияното от датския правопис Christiania.
Централната роля на Осло в политическия, културния и икономически живот на Норвегия продължава да бъде източник на дискусии и фикции. Няколко опита за децентрализация през XX век не успяват да променят това. Разрастването на градския пейзаж и на града довежда до депопулация на провинцията и по-масово заселване в столицата. Конструкцията на високи сгради в центъра събуждат скептицизъм сред местните жители. Пресметнато е обаче, че градът ще се нуждае от още около 20 000 допълнителни жилища до края на 2020 г. Това създава спор за това дали да се строи високо или просто да се разширява градът и да заема нови незастроени територии.
През 1996 и 2010 г. Осло е домакин на песенния конкурс „Евровизия“.
През 2011 г. в Осло са убити осем души по време на терористично нападение, най-смъртоносното нападение в Норвегия след Втората световна война.

## Географско положение
Осло е разположен в южната част на Норвегия. Заема дъговидния северен бряг на Ослофиорд. Фиордът почти разполовява полуостров Несоден, който влиза административно в област Акешюс. На юг, през теснините на Ослофиорд, градът осъществява връзка с протока Скагерак, а оттам и със Северно море. На юг чрез Ослофиорд град Осло се свързва със Северно море, а от север градът е обграден от зелени хълмове и Скандинавските планини. Бреговата ивица е силно разчленена. В границите му има 40 острова, най-голям от които е Малмоя.

## Природни условия
Релефът е равнинно-хълмист. Най-високата точка на територията на Осло е Киркебергет – 629 m.
Градът е богат на водни ресурси. Има 343 езера, сред които с размерите си се откроява Маридалсванет. То е и основен източник на питейна вода за голяма част от града. Въпреки че населението на града е относително малко в сравнение с останалите европейски столици, той заема необикновено голяма площ. Две трети от територията на града е защитена и представлява паркове, гори, хълмове и езера. Тези зелени площи допринасят за чистия въздух и зеления вид на града.

### Климат
Осло се намира в умерено-океанската климатична зона. При този тип климат се наблюдава голяма влажност, големи температурни амплитуди и умерени средногодишни температури.
Лятото е прохладно или дори топло с най-висока средна дневна температура в месеците от
юни до август от 20 – 21 °C. Септември има сравнително същите температури, но в края на месеца застудява. Най-високата измерена температура е 35 °С. Това става на 21 юли 1901 г. Топлинни вълни нахлуват в страната няколко пъти всяко лято. Това повишава температурите и те често достигат 30 – 31 °С. Ослофиорд има много обществени плажове, които са много посещавани през летните месеци. Температурата на водата е около 20 °С, а понякога достига до 23 – 24 °С.
Зимата е студена и влажна. Температурите могат да паднат до -30 °С, а и повече, когато атмосферното налягане е по-високо и небето е чисто. Почти всяка зима се образува лед, който прави възможни риболова в лед и ледените пързалки на повърхността на морето. Минусови температури се наблюдават от ноември до март, а най-студеният месец е януари. Най-ниската температура е измерена през февруари 1871 г. и е била -27,9 °С. Често се наблюдават и обилни снеговалежи. Дебелината на снежната покривка е средно около 25 cm и се задържа за около 30 дни от годината.
Вероятно поради глобалното затопляне се наблюдава тенденция за постепенното увеличаване на температурите в Осло. През годините между 2000 и 2010 г. снегът в Осло се задържа само за ден-два.
Средното количество на валежите е 763 mm като понякога зимата е по-суха от лятото.
| Месец                          | яну  | фев  | мар  | апр | май  | юни  | юли  | авг  | сеп  | окт | ное  | дек  |
| ------------------------------ | ---- | ---- | ---- | --- | ---- | ---- | ---- | ---- | ---- | --- | ---- | ---- |
| Средни високи температури в °C | -1,8 | -0,9 | 3,5  | 9,1 | 15,8 | 20,4 | 21,5 | 20,1 | 15,1 | 9,3 | 3,2  | -0,5 |
| Средни ниски температури в °C  | -6,8 | -6,8 | -3,3 | 0,8 | 6,5  | 10,6 | 12,2 | 11,3 | 7,5  | 3,8 | -1,5 | -5,6 |

## Население
Община Осло има площ от 454 km² и 709 037 жители към 1 януари 2023 г.  Това дава гъстота на населението от над 1643 жители на km². В развитата част на града гъстотата на населението е 4458 души/km², където вътрешният град има 6640 души/km², а външният град – 2950.  От цялата площ 454 km² на община Осло, 287 km² са покрити с гора. През 1999 г. застроената площ на Осло е 131,8 км². 
Заедно с части от 11 близки общини, Осло като агломерация има население от 1 064 235 души към 1 януари 2022 г.  Конурбацията на Осло се простира в двете фюлкета Осло и Акешхус, на които е главен административен център. Тя обхваща площ от 270 km² и през 2017 г. е имала гъстота на населението от близо 3700 души на km². 
Целият регион на Голямо Осло обхваща голяма територия и има 1 546 706 жители (към 1 януари 2023 г.).  Съседните общини са: Берум и Рингерике на запад; Люнер на север; Нитедал, Лилестрьом, Льоренског и Eнебак на изток и Нордре Фоло и Несоден на юг. Населението на „Голямо Осло“ се увеличава с около 1500 души на година, което го прави един от най-бързо растящите градове в Европа.
Община Осло е имала на 1 януари 2009 г. 29,9 % от имигрантското население в Норвегия, 9,9 % от етнически норвежкото население и общо 12,0 % от общото население в страната. Осло е най-населеният окръг в Норвегия и окръгът с най-много имигранти, докато Вестланд и Викен имат повече етнически норвежци. 
Броят на жителите на Осло непрекъснато нараства. От 1990 г. до 2005 г. населението се е увеличило със 17 %. От 2010 г. до 2020 г. населението на града се е увеличило със 100 000. Ръстът се дължи, наред с други неща, на прираста (брой раждания минус брой смъртни случаи), който е бил 58 000 от 2010 до 2020 г. Има много имигранти от Берум, а малко, които са се преместили от Осло в Берум. Има общо повече хора, които са се преместили в Акерсхус от Осло, отколкото обратното. 
Населението на Осло се увеличава с почти 2 % всяка година (около 40 % през ХХI век). Увеличението на населението се дължи (по равно) на раждаемостта и на многото имигранти, заселващи се в страната. Според „Прогнозата за населението за Осло 2013 – 2030“, представена от община Осло през май 2012 г., се очаква населението да се увеличи до 834 000 жители през 2030 г. при основната алтернатива. 
| Година    | 1801 | 1825   | 1855   | 1875   | 1900    | 1925    | 1951    | 1960    |
| Население | 9500 | 15 400 | 31 700 | 76 900 | 277 900 | 255 700 | 434 360 | 471 500 |

| Година    | 1970    | 1980    | 1990    | 2000    | 2002    | 2006    | 2011    | 2023    |
| Население | 487 360 | 454 872 | 458 364 | 507 467 | 529 407 | 538 411 | 599 230 | 709 037 |

### Имиграция
Осло е общината в Норвегия с третия по големина дял на имигранти с 25,39 % към 1 януари 2021 г. , но има най-висок дял 33,75 %, ако се включат децата на имигранти. За сравнение, имигрантите съставляват 14,84 % от общото население на Норвегия. Като се включат и децата на имигранти, делът става 18,51 %. 19,6 % от населението на Осло се състои от имигранти, които идват от неевропейски страни. Най-голями са групите на пакистанците и сомалийците. Други големи имигрантски групи представляват преселници от бившата Югославия, Виетнам, Филипините, Турция, Ирак и Мароко.
| Държава             | Население |
| ------------------- | --------- |
| Всичко              | 235 233   |
| Пакистан            | 22 629    |
| Сомалия             | 16 838    |
| Полша               | 16 160    |
| Швеция              | 11 694    |
| Ирак                | 8307      |
| Индия               | 7188      |
| Мароко              | 7033      |
| Шри Ланка           | 6686      |
| Иран                | 6685      |
| Филипини            | 6585      |
| Виетнам             | 6574      |
| Турция              | 6427      |
| Русия               | 4417      |
| Еритрея             | 4281      |
| Афганистан          | 4233      |
| Босна и Херцеговина | 3884      |
| Германия            | 3878      |
| Дания               | 3647      |
| Етиопия             | 3640      |
| Сирия               | 3610      |

### Българи в Осло
Към 2023 г. българите в Осло са 2204 души. В града има Българо-норвежко дружество  и българско училище.
Българската православна община „Св. св. Кирил и Методий“ е създадена през 1993 година. Православни богослужения се извършват в храма "Свето Благовещение“ в Осло.

## Политика и управление
Осло е столица на Кралство Норвегия и седалище на норвежкото правителство. Повечето от управленските учреждения, включително и това на министър-председателя, са разположени в правителствения комплекс Рейерингскварталъ (Regjeringskvartalet), намиращ се близо до Парламента – Стуртинге (Stortinget).
Образувайки община и област в Норвегия, Осло излъчва 17 члена в националния парламент.
За разлика от повечето норвежки общини от 1986 г. предвид обстоятелството, че Осло представлява област сам по себе си, градът има собствен парламент. Изпълнителната власт в столицата принадлежи на Градския съвет (Bystyret, букв. превод „градско управление“), който се състои от 59 представители избирани на всеки четири години. Градският съвет има пет отдела: Здравеопазване и социални грижи, Образование и култура, Градско развитие, Транспорт и екология, Финанси.
След местните избори през 2003 г. управлението на града е в ръцете на коалиция на Работническата партия. Подкрепяна от християндемократите и либералите, коалицията има мнозинство и в градския съвет. Това мнозинство се запазва и след изборите от 10 септември 2007 г.
На местните избори през 2007 г. най-много мандати в централното политическо управление на града получава Работническата партия (18 мандата), следвана от Дясната партия (16), Партията на прогреса (9), Социалистическата лява партия (6), Лявата партия (5), Червената изборна коалиция (3) и Християнската народна партия (2 мандата).
Кметът на Осло е начело на местната власт и е най-високопоставен представител на града. В миналото длъжността е била най-силната в Осло. След налагането на парламентаризма обаче кметът има по-скоро церемониална роля в управлението. Понастоящем кмет на Осло е Мариане Борген от Социалистическата лява партия, а управляващ кмет – Раймонд Йохансен от Работническата партия.

## Икономика
Градът е най-големият промишлен център в Норвегия, даващ 20 % от общата промишлена продукция. Водещи отрасли са корабостроенето, металообработването, приборостроенето, електротехническата, химическата, текстилната, полиграфическата и дървообработващата промишленост. Той е важен център на морската търговия в Европа и е дом на около 1980 компании и 8500 служители в морския сектор. Тук са някои от най-големите компании, занимаващи се с морски транспорт, корабни брокери, застрахователни компании. Det Norske Veritas е едно от трите най-добри регистрационни общества в света. Градското пристанище е най-голямото товарно пристанище в страната, което превозва и пътници. Близо 6000 кораба влизат в дока на Осло годишно с общите 6 милиона тона товари и над 5 милиона пътници. Предвид положението на столица, най-важен икономически сектор е този на услугите.
Брутният вътрешен продукт (БВП) на Осло през 2006 г. е общо 268 047 милиарда норвежки крони, които съставляват 17% от общия БВП на Норвегия. През 1995 г. БВП на града е 165 915 милиарда крони. Столицата има един от най-високите БВП в Европа. Ако Норвегия беше членка на Европейския съюз, столицата ѝ щеше да е четвърта в това отношение. Водят я Лондон, Брюксел и Люксембург.
Осло е един от най-скъпите градове в света. През 2006 и 2007 г. той е на десето място в тази категория. Въпреки това в Осло цените за жилища са много ниски в сравнение с други добре развити държави. В същото време цените за вещи и услуги са едни от най-високите в глобален мащаб.

## Транспорт

### Въздушен
Осло е обслужвано от три летища:
- Летище „Осло – Гардермоен“ – основно летище на града, разположено на около 55 km североизточно от града.
- Летище „Сандефиорд – Торп“ – произнася се Сандефюр. Осло – Сандефюр е по-скоро търговско име, отколкото реално отражение на географското положение, тъй като отстои на около 125 km от градския център в посока югозапад, на западния бряг на Ослофиорд. Летището е основната норвежка база на унгарската нискотарифна авиокомпания Wizz Air, както и база на основната норвежка нискотарифна авиокомпания Norwegian.
- Летище „Мос – Риге“ – бивша изтребителна авиобаза, след закриването на изтребителната ескадрила летището получава икономически тласък за развитие като нискотарифно летище, превръщайки се в основната норвежка база на ирландската нискотарифна авиокомпания Ryanair, но приета от норвежкия парламент нова екотакса нанася сериозни финансови щети на летището и бордът на директорите взема решение за закриването му от 1 ноември 2016 г.,[33] а повечето авиокомпании, които го ползват преместват дейността си на основното Осло – Гардермьоен (включително и Ryanair).

Трите летища са свързани с централната гара на Осло (Oslo sentralstasjon) с високоскоростни влакове на Flytog (акционерно дружество на Норвежките държавни железници NSB и националния авиопревозвач на Швеция, Дания и Норвегия Скандинавски авиолинии SAS), както и с директни автобусни линии от централната автогара на Осло – Грьонланд (Grønland bussterminalen), разположена в непосредствена близост до централната гара.

### Морски
Ежедневни фериботни превози до Кил (Германия), Копенхаген (Дания), Фредериксхаун (Дания), както и редовни корабни рейсове от кметството до полуостров Несоден и разпръснатите около Осло острови, като част от мрежата на градския транспорт Ruter.

### Сухопътен
Достъпът до центъра на града се заплаща на едно от деветнадесетте отредени за целта места. 20 норвежки крони е цената за достъп до всички заградени с кордон зони по всяко време на деня за една седмица. Има възможност и да се заплати за целия сезон.

### Железопътен
Осло – Сентралсташон (Oslo sentralstasjon) е главната железопътна станция в Осло. От там има влакови връзки до: Тронхайм, Берген, Ставангер, Стокхолм (Швеция) Гьотеборг (Швеция), Копенхаген (Дания). През 2004 г. железопътният транспорт в Норвегия е оценен като третият най-точен (идващ навреме) в Европа. През първите месеци на 2005 г. точността е 92,9 %, но когато метеорологичните условия са лоши и има снеговалеж и виелици, се получават закъснения или отлагания на пътуването по някои маршрути.

### Градски
Системата на градския транспорт в Осло е общинската фирма за градски транспорт Ruter. Тя е акционерно дружество на областите Осло (60 %) и Акешхус (40 %). Управлява работата на общинския холдинг Sporveien Oslo AS, който е 100% общинска собственост на Осло и на свой ред едноличен собственик на автобусната фирма Unibuss AS (оперираща градските червени и крайградските зелени автобуси), Sporveien Trikken AS (оперираща трамваите), Sporveien T-banen AS (оперираща метрото). Освен това в общата транспортна схема на Ruter са включени градските пътнически кораби на (Nesodden–Bundefjord Dampskipsselskap, Nesoddbåtene (NBDS)), свързващи кметството (квартал Акербриге – Aker brygge) с полуостров Несоден и островите в непосредствена близост, летните туристически корабчета на Bygdøfergene Skibs AS, пътуващи между кметството и популярния летен плаж на полуостров Бидгьой, както и железопътни линии на Норвежките държавни железници NSB.
Градският транспорт в Осло работи с билети и карти. Билетите се използват и във влакове, ако маршрутът влиза в същата зона. През 2004 г. с градския транспорт са направени 160 милиона пътувания, 85% от които – чрез Осло Спурвайер, а другите 15% – от частни превозни средства.
Метрото (T-bane) свързва западната и източната част на града и има шест линии. На някои места те са под земята, на други-надземни. В централната си част всички линии се движат по едно трасе под самия център над града. Линиите се идентифицират чрез номера – от 1 до 6. Трамваите също имат номера 11 – 13 и 17 – 19. Автобусната мрежа има над 50 линии.

Планиране на пътуване в Осло с преходите, с разписания, карта и детайлно описание на маршрутите (с кола и обществен транспорт), става най-лесно на Reiseplanleggeren, Trafikanten.no.
- Влак към летището
- Метровлак
- Велосипеди под наем
- Автобуси

## Спорт
Осло е бил домакин на Зимните олимпийски игри през 1952 г. С изключение на спускането от програмата на алпийските ските, преминало в Норефел, всички дисциплини се провеждат в границите на града. Церемониите по откриването и закриването на игрите се провеждат на стадион Бислет, който се използва и за бързото пързаляне с кънки.
В Осло се провеждат турнири по лека атлетика, включително от Диамантената лига и предшестващият я турнир – Златната лига от 1996 г.
Комплексът за Северни дисциплини „Холменколен“ е домакин на множество спортни събития преди и след Олимпиадата от 1952 г. в това число на няколко Световни първенства по биатлон и ски северни дисциплини (през 1930, 1966, 1982 и 2011 г.). Шанцата за ски скокове е ясно забележима от по-голяма част от кварталите в Осло и ресторантът разположен под нея е популярна туристическа дестинация.
През летните месеци пристанището става домакин на множество морски спортове, включително голяма регата по плаване, която привлича около 1000 лодки всяка година.

### Футбол
Градът има два популярни футболни отбора. Техните имена са Волеренга Фотбал и ФК Люн. През сезон 2005 г., отборите са били съответно на първо и на трето място. Третият футболен отбор от Осло, който в миналото е бил шампион на страната е Шайд Фотбал. Други футболни тимове, състезаващи се в третото ниво на норвежкия футбол са КФУМ-Камератене, Манглерю Стар, ФК Осло Сити и ФК Фриг.

### Хокей
Градът се представлява и от два отбора по хокей на лед.

### Стадиони
Улевол е стадионът на Норвежкия национален отбор по футбол. Построен през 1926 г., той е най-големият футболен стадион в Норвегия. „Волеренга Фотбал“ и ФК „Люн“ също използват стадиона.

### Холменколен
Величествената шанца за ски скокове Холменколен, в столицата Осло, е най-старата в света. Тук се провежда традиционният норвежки ски фестивал през месец март. Тук всяка година по традиция се провеждат и състезанията по биатлон. Норвегия е една от световните сили в този спорт.

## Медии
В Осло се публикуват вестниците Aftenposten, Dagbladet, Verdens Gang, Dagens Næringsliv, Finansavisen, Dagsavisen, Morgenbladet, Vårt Land, Nationen и Klassekampen. Офисът на националната телевизия NRK е разположен в града. Централата на TVNorge (Телевизия Норвегия) също се намира в Осло, а TV2 (намираща се в Берген) и ТV3 (намираща се в Лондон) имат офиси в града. Съществуват и много специализирани издания на други малки медийни компании.

## Забележителности
- Паркът Вигеланд, с над 200 произведения на скулптура Густав Вигеланд[13]
- Музеят Фрам, в който е изложен корабът „Фрам“ на Фритьоф Нансен, с който Руал Амундсен достига Антарктида[13]
- Музеят Кон-Тики, в който е изложен дървеният сал, с които Тур Хейердал прекосява Тихия океан през 1947 г.[13]
- Музеят на викингските кораби
- Музеят на военните сили в крепостта Акешюс
- Музеят на Мунк
- Реката Акешелва
- Градски музей в Осло
- Ботаническата градина[41]
- Зоологически музей[42]
- Музеят на модерното изкуство „Astrup Fearnley“
- Крепостта и замъка Акешус
- Парламентът Стортингет
- Градската зала, където се намира и Градския съвет
- Националната галерия на Норвегия
- Кралският дворец
- Катедралата в Осло
- Дом-музей на Руал Амундсен
- Опера на Осло

## Известни личности
Родени в Осло
- Петер Кристен Асбьорнсен (1812 – 1885), фолклорист
- Хокон Магнус (р. 1973), кронпринц
- Фритьоф Нансен (1861 – 1930), полярен изследовател и дипломат
- Хетил Андре Омот (р. 1971), скиор-алпиец
- Бьорге Оуслан (р. 1962), изследовател
- Радка Тонеф (1952 – 1982), джаз певица от български произход
- Рагнар Фриш (1895 – 1973), икономист
- Юхан Халвошен (1864 – 1935), композитор, диригент и цигулар
- Трюгве Хоф (1895 – 1982), журналист
- Кристиан Биркеланд (1867 – 1917), физик

Починали в Осло
- Петер Кристен Асбьорнсен (1812 – 1885), фолклорист
- Густав Вигеланд (1869 – 1943), скулптор
- Видкун Квислинг (1887 – 1945), политик
- Кнуд Кнудсен (1812 – 1895), езиковед
- Кристиан Лоус Ланге (1869 – 1938), дипломат
- Гунар Сьонстебю (1918 – 2012), офицер
- Трюгве Хоф (1895 – 1982), журналист

## Побратимени градове
Съглашения за сътрудничество са подписани със следните градове:
- Гьотеборг, Швеция
- Шанхай, Китай
- Санкт Петербург, Русия
- Шлезвиг-Холщайн, Германия
- Вилнюс, Литва
- Варшава, Полша

Осло има дългогодишна традиция да праща коледно дръвче (Коледна елха) на градовете Вашингтон, Лондон, Ротердам, Антверпен и Рейкявик. От 1947 година Осло изпраща 20 – 25 – метрово дърво, което е между 50 и 100-годишно, във Великобритания. Това е израз на благодарност за помощта на кралството към Норвегия през Втората Световна война. През декември 2007 г. лампичките на дървото са запалени за 61-ви път от кметовете на Осло и Уестминстър. На тазгодишната церемония се обръща специално внимание на екологичните проблеми и глобалното затопляне.

## Квартали на Осло
| Квартали         | Жители | Площ     | Номер на квартала |
| Ална             | 45 114 | 13,7 km² | 12                |
| Бьерке           | 26 229 | 7,7 km²  | 9                 |
| Фрогнер          | 47 618 | 8,3 km²  | 5                 |
| Старо Осло       | 39 500 | 7,5 km²  | 1                 |
| Гроруд           | 25 461 | 8,2 km²  | 10                |
| Грюнерльока      | 42 129 | 4,8 km²  | 2                 |
| Норе Акер        | 43 843 | 13,6 km² | 8                 |
| Норщран          | 44 802 | 16,9 km² | 14                |
| Сагене           | 32 394 | 3,1 km²  | 3                 |
| Санкт Хансхауген | 30 144 | 3,6 km²  | 4                 |
| Стовнер          | 29 351 | 8,2 km²  | 11                |
| Сьонре Норщран   | 34 980 | 18,4 km² | 15                |
| Улерн            | 28 898 | 9,4 km²  | 6                 |
| Вестре Акер      | 42 042 | 16,6 km² | 7                 |
| Йостеншьо        | 44 399 | 12,2 km² | 13                |